# Gerhard Ettl
Gerhard Ettl (* 3. August 1973 in Graz) ist ein ehemaliger österreichischer Mixed-Martial-Arts-Kämpfer. Mittlerweile ist er als Trainer und Veranstalter in der Mixed-Martial-Arts-Szene in Österreich und Europa tätig. Des Weiteren zählt er zu den Mitbegründern des Mixed Martial Arts in Österreich.

## Lebenslauf
Ettl wurde in Graz geboren und ist österreichischer Staatsbürger. Bereits in frühen Jahren erhielt Gerhard Ettl Kampfsportunterricht von seinem Vater und erlernte verschiedene Kampfsportarten. Später eröffnete er seine eigene Kampfsportschule und unterrichtete viele Schüler aus ganz Österreich auf dem relativ unangetasteten Gebiet der gemischten Kampfsportarten. Nach seiner aktiven Karriere als Kämpfer gründete er zusammen mit seinem Bruder Michael die Ettl Bros. (Ettl Brothers), eine Eventagentur für gemischte Kampfkünste in Österreich und organisiert selbst Mixed Martial Arts Events. Damit verhalf man dem Freefight bzw. den gemischten Kampfkünsten zu Popularität. Somit gelten sie als Mitbegründer der Mixed Martial Arts (gemischte Kampfkünste) Szene bzw. des Freefights in Österreich bzw. als Initiatoren der Mixed Martial Arts Sport Association Austria, dem MMA-Verband in Österreich. Im November 2013 brachte Ettl mit Die effektivsten Techniken das erste deutschsprachige MMA-Buch auf den Markt.

## Kampfsport und Stile

### Training
Bereits im Alter von acht Jahren begann Gerhard Ettl mit dem Training verschiedenster Kampfkünste, denn Vater Gerhard Ettl Senior war bereits Judoka und Jiu-Jitsu-ka, der von einem Großmeister ausgebildet wurde. Er gab seinem Sohn mehrmals täglich Trainingseinheiten und unterrichtete ihn im Kampf „Mann gegen Mann“. Anfangs beschäftigte er sich vorwiegend mit Judo und Ringen, jedoch begann er mit 11 Jahren zusätzlich mit Taekwondo. Mit 12 Jahren kam noch das Boxen hinzu und fünf Jahre später absolvierte Gerhard Ettl bereits die Prüfung zum Schwarzgurt (2. Dan) beim damaligen Karate- und Kickbox-Präsidenten Peter Land, womit er jüngster 2. Dan Träger Österreichs war. Im jugendlichen Alter begann er ebenfalls mit sogenannten Vergleichskämpfe gegen andere Kampfsportler und Straßenkämpfer. Diese wurden mit vollem Kontakt sowie ohne jegliche Schutzausrüstung durchgeführt, eine Unterteilung in Gewichtsklassen gab auch es nicht. Im Jahr 2003 beendete er seine Kampfsportkarriere und nahm sich eine Auszeit, ehe er als Trainer und Veranstalter wieder auf die Bühne des Mixed Martial Arts in Österreich zurückkam.

### Qualifikationen
- 6. Dan Grossmeister-Schwarzgurt (Shihan) im Kickboxen nach Version ISKA,
- 4. Dan Schwarzgurt im Kickboxen nach Version WKA,
- 3. Dan Schwarzgurt im Jiu Jitsu nach FFA Version,
- 2. Dan Schwarzgurt im Karate nach Version IAKSA,
- 1. Kup Rot-Schwarzgurt im Taekwondo nach Version WTF.

Weitere Schülergraduierungen und Auszeichnungen im Hapkido, Tang soo do, Hwa Rang do, Allkampf, Muay Thai, Judo und Kobudo.

### Erfolge als aktiver Kämpfer
- 2001–2003 Austrian Champion Mixed Martial Arts der AFVA – Austrian Freefight und Vale Tudo Association
- 2001–2003 European Profi MMA Champion der FNC (Fight Night Championship)[4]
- 2001 Weltauswahl gegen die russische Nationalmannschaft im M-1 Global Cup in St. Petersburg[5][6]
- 2003 Kampf um den Welttitel gegen UFC-Star Ian "the machine" Freeman aus England[7][8]
- Top 100 der Weltrangliste im MMA und Platz 9 der MMA Europarangliste nach "Fight Matrix"[9]

## Kampfstatistik
Kampfstatistik laut der MMA-Plattform Sherdog:
| Ergebnis   | Gegner            | Siegart             | Veranstaltung                     | Datum            |
| ---------- | ----------------- | ------------------- | --------------------------------- | ---------------- |
| Niederlage | Ian Freeman       | Submission (Armbar) | FFAA – Fight Night Championship 4 | 22. Februar 2003 |
| Sieg       | Erik Werts        | KO                  | FFAA – Fight Night Championship 3 | 14. Juli 2001    |
| Niederlage | Alexei Sitnikov   | TKO (Punches)       | M-1 MFC – Russia vs the World 1   | 27. April 2001   |
| Sieg       | Alexander Deussen | Submission (Armbar) | FFAA – Gladiators 2000            | 14. Oktober 2000 |
| Sieg       | Alexander Deussen | Submission          | FFAA – Fight Night Championship 2 | 13. Mai 2000     |

## Kampfsportschule und Trainertätigkeit

### Kampfsportschule
Die erste Kampfsportschule gründete Gerhard Ettl zusammen mit seinem Bruder Michael im Jahre 1990 in Graz (Hollywood Budo Center). Im Jahr 1998 kam es zu einer Neueröffnung mit dem Kihaku-Dōjō, welche 2001 nochmals auf 550 m² Fläche vergrößert und in Sharks Gym umbenannt wurde. In der Schule wurde ab 1993 erstmals Thaiboxen in der Steiermark unterrichtet und nach 1997 Freefight (heute MMA) und Vale Tudo Training für eine bereite Öffentlichkeit in Österreich angeboten. Am 14. Jänner 2013 eröffnen sie das Champions Gym in Graz. Auf 800 m² Fläche bietet das Gym Kampfsport und Fitness-Training für Hobby- sowie Profi-Sportler. Zur Ausstattung gehören ein Boxring, Sport Cage (Oktagon), Kraftgeräte und ein Cardio-Bereich.

### Erfolge als Trainer
Zu den erfolgreichsten Schülern gehören:
- Predrag Krsikapa, mehrfacher österreichischer Meister im MMA[12]
- Hans Lackner, IMMAF Weltmeister 2014 in Las Vegas[13]
- Julia Dorny, 3. Platzierte IMMAF Weltmeisterschaft 2017[14], Europa-[15] und Weltmeisterin IMMAF 2018[16]
- Sascha Weinpolter, mehrfacher österreichischer Meister im MMA[17]
- Rene Wollinger, amtierender österreichischer Champion im Halbschwergewicht und Europameister der MAXFC im MMA[18]
- Jasminka Cive, österreichische Meisterin und Weltmeisterin der MAXFC im Frauen MMA[19]
- Florian Aberger, 2-facher Bronzemedaillengewinner der IMMAF und 2-facher österreichischer Staatsmeister im Kickboxen und MMA[20][21]
- Bogdan Grad, 2-facher Österreichischer Staatsmeister im Kickboxen und MMA[22]
- Harald Fischer, mehrfacher österreichische Meister im MMA[23]
- Stefan Traunmüller[24]

Folgende Titel wurden unter ihm errungen:
- 6 österreichische Staatsmeister im Kickboxen nach Version IAKSA (1989–1993)
- 3 österreichische Profichampions im K-1 Style nach Version WKA und ISKA (1999–2008),
- 14 österreichische Amateurmeister im MMA und Kickboxen nach Version WKF (2009–2017)[26]
- 21 österreichische Profi Titel im MMA nach Version FFA und MMA-Austria (1999–2017)[27]
- 4 Profi Europatitel im MMA nach Version FFA und MaxFC (2003–2012)
- 1 Profi Weltmeistertitel im MMA nach Version MaxFC (2012)
- 2 Goldmedaillen, MMA Weltmeisterschaften der IMMAF in Las Vegas (2014)[28] und Bahrain 2018[29]
- 8 Bronze Medaillen auf Europa- und Weltmeisterschaften der IMMAF (2015–2017)[30]

Das gesamte Ettl Bros. Kampfteam besteht aus über 20 MMA Kämpfern, wovon über die Hälfte als Profisportler aktiv sind.
Die Ettl Bros. coachen seit 2014 das Österreichische Nationalteam im MMA. 2017 sowie 2018 bei der WM in Bahrain betreuten sie zusätzlich das Deutsche Nationalteam. In Bahrain holten ihre Athleten 2 Bronze-Medaillen für Österreich und 1 Bronze- und 1 Gold-Medaille für Deutschland.

## Veranstalter
Als erste Veranstaltung im MMA-Bereich organisierte Gerhard Ettl zusammen mit Alexander Lindner und Allan Frank die inoffizielle Fight Serie "Style vs. Style" in Österreich. Damals orientierte man sich am Videospiel Streetfighter, bei dem Kämpfer verschiedener Kampfstile im Vollkontakt nahezu ohne Regeln gegeneinander antraten. Mittlerweile wurde Mixed Martial Arts in Österreich standardisiert und folgt offiziellen Regel, welche von der Mixed Martial Arts Sport Association Austria, dem ordentlichen MMA-Verband in Österreich sanktioniert werden. Seit 2007 veranstaltet die Ettl Bros. die Cage Fight Series, welche zu den größten MMA Events In Europa zählt. Es finden jährlich zwei große Austragungen statt, zum einen die Newcomer-Challenge und zum anderen der Main Event die Cage Fight Series. Bei der Newcomer-Challenge sollen neue Talente entdeckt und auch gefördert werden. Auf dem Programm der CFS stehen Profi-Kämpfe in den gemischten Kampfsportarten, wobei die härtesten Kämpfer Österreichs ermittelt werden sollen. Im Jahr 2008 Cage Fight Series ermittelt den 10.000 Euro Champion und setzt das höchste Preisgeld Europas aus. Die Popularität der Cage Fight Series stieg aufgrund des professionellen Marketing und zunehmender Medienpräsents, denn die Cage Fight Series 6 wurde vom Kampfsportsender "GnP TV" kommentiert und übertragen.